# Khaemwaset (Ramesses II)
Khaemwaset (hay Khaemweset) là một hoàng tử thuộc Vương triều thứ 19 trong lịch sử Ai Cập cổ đại, là anh ruột của pharaon Merneptah. Ông được mệnh danh là nhà Ai Cập học đầu tiên do sự nỗ lực trong việc tìm kiếm và khôi phục các đền đài và lăng mộ của các tiên vương.
Ông là người con trai được biết đến rõ nhất (không tính Merneptah) của pharaon Ramesses II, và được hậu thế nhớ mãi bởi những đóng góp của ông. Khaemwaset được miêu tả là một người thông thái và được gọi với cái tên Setne Khamwas trong 2 câu chuyện thần thoại "Setne Khamwas và Naneferkaptah" và "Setne Khamwas và Si-Osire".

## Gia quyến
Khaemwaset là hoàng tử thứ 4 tính trong tổng số những người con trai của Ramesses II và được sinh ra khi cha ông chưa lên làm vua. Mẹ của ông là hoàng hậu Isetnofret. Ông được Ramesses II chỉ định làm thái tử sau khi hai người con đầu qua đời, hoàng tử thứ 3 lại mất trước đó.
Khaemwaset có ít nhất là 3 anh chị em ruột:
- Công chúa Bintanath, công chúa cả của Ramesses II, về sau được phong làm hoàng hậu của chính Ramesses II.
- Thái tử Ramesses, Thái tử thứ 2 (sau Amun-her-khepeshef), giữ ngôi từ năm thứ 25 tới 50 của Ramesses II.
- Pharaon Merneptah, con trai thứ 13 của Ramesses. Lúc này 12 người anh của ông đã qua đời nên ông được phong thái tử và lên ngôi sau đó.

Không rõ tên vợ của hoàng tử Khaemwaset, mặc dù trong một số thần thoại vợ ông là Meheweskhe. Ông có hai người con trai và 1 người con gái:
- Ramesses, con trai trưởng, được nhắc đến trên một bức tượng tại Memphis. Ông được gọi là "Con trai của Vua" thay vì phải là "Cháu nội của Vua"[4].
- Hori I, con trai thứ, kế tục tước vị "Đại tư tế của Ptah". Con trai của Hori I là Hori II, giữ chức Tể tướng qua nhiều đời vua cuối Vương triều thứ 19.
- Con gái tên Isetnofret. Bà được cho là đã kết hôn với người chú ruột là pharaon Merneptah, nhưng điều này chỉ là suy đoán. Ramesses II cũng có một công chúa tên Isetnofret, và người này cũng có thể là vợ của Merneptah[1].

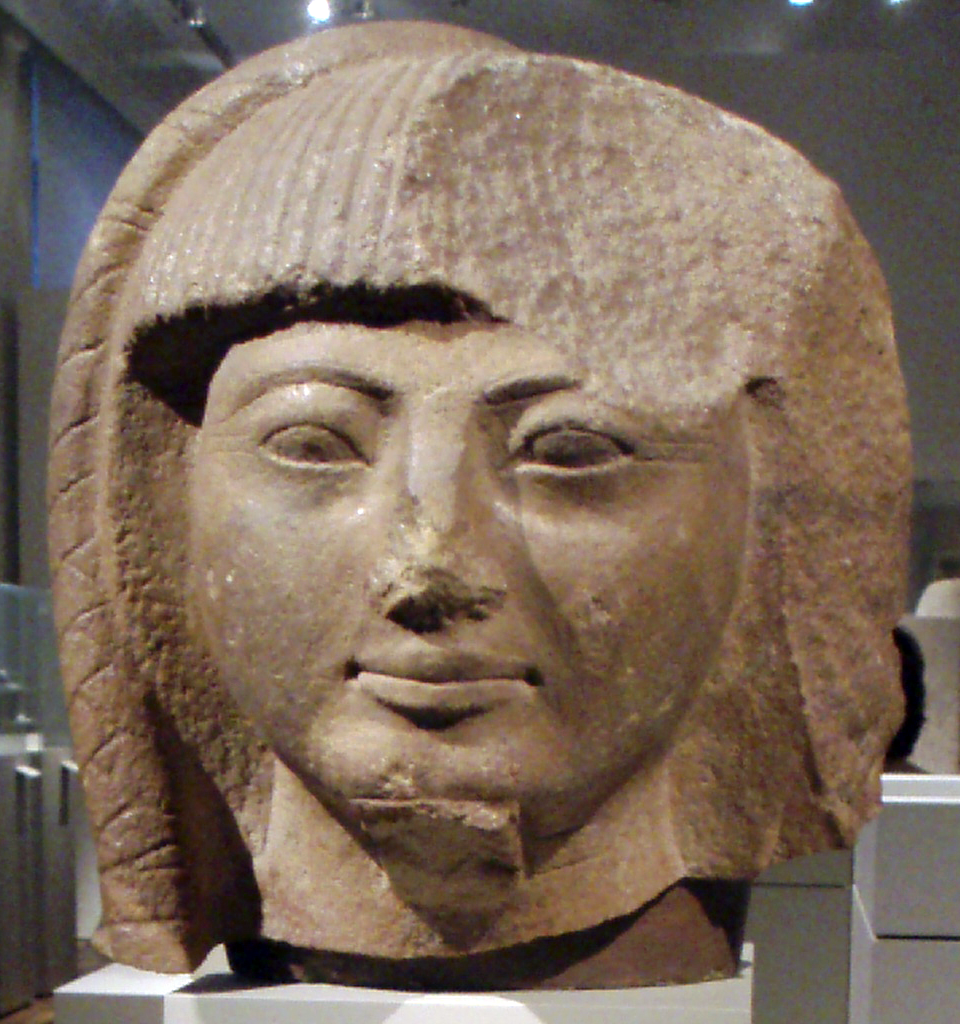
Đầu tượng của Khaemwaset (Berlin, Đức)

## Cuộc đời
Vào năm thứ 13 của Seti I, Ramesses II khi còn là thái tử đã dẫn theo 4 người con trai lớn ra trận để chống lại quân nổi dậy ở Nubia. Các hoàng tử đang ngồi trên những cỗ xe ngựa và theo dõi chiến trận. Những sự kiện trên được ghi lại tại một đền Beit el Wali. Khi trưởng thành, Khaemwaset và những người anh em của mình đã cầm quân trong các trận Kadesh với người Hittite, trận Qode với vương quốc Mitanni, trận Dapur ở Syria. Họ đã dẫn nhiều tù binh trình lên Ramesses II như những chiến lợi phẩm.
Sau khi vương quốc được yên ổn, ông trở thành Phó tư tế của Ptah, đứng sau Đại tư tế tên Huy. Khaemwaset đã tiến hành nhiều nghi lễ tôn giáo dành cho thần Ptah tại đền Serapeum, Saqqara. Ông cũng đã cho thiết kế lại cấu trúc của Serapeum. Ông cũng đã cho xây dựng một căn phòng ngầm dưới đất để cất giữ những tế phẩm của bò thiêng Apis (hiện thân của Ptah). Khaemwaset cũng được cho là đã xây một đền thờ Ptah tại Memphis do nhiều văn thư ghi lại hoạt đông này tại đây.

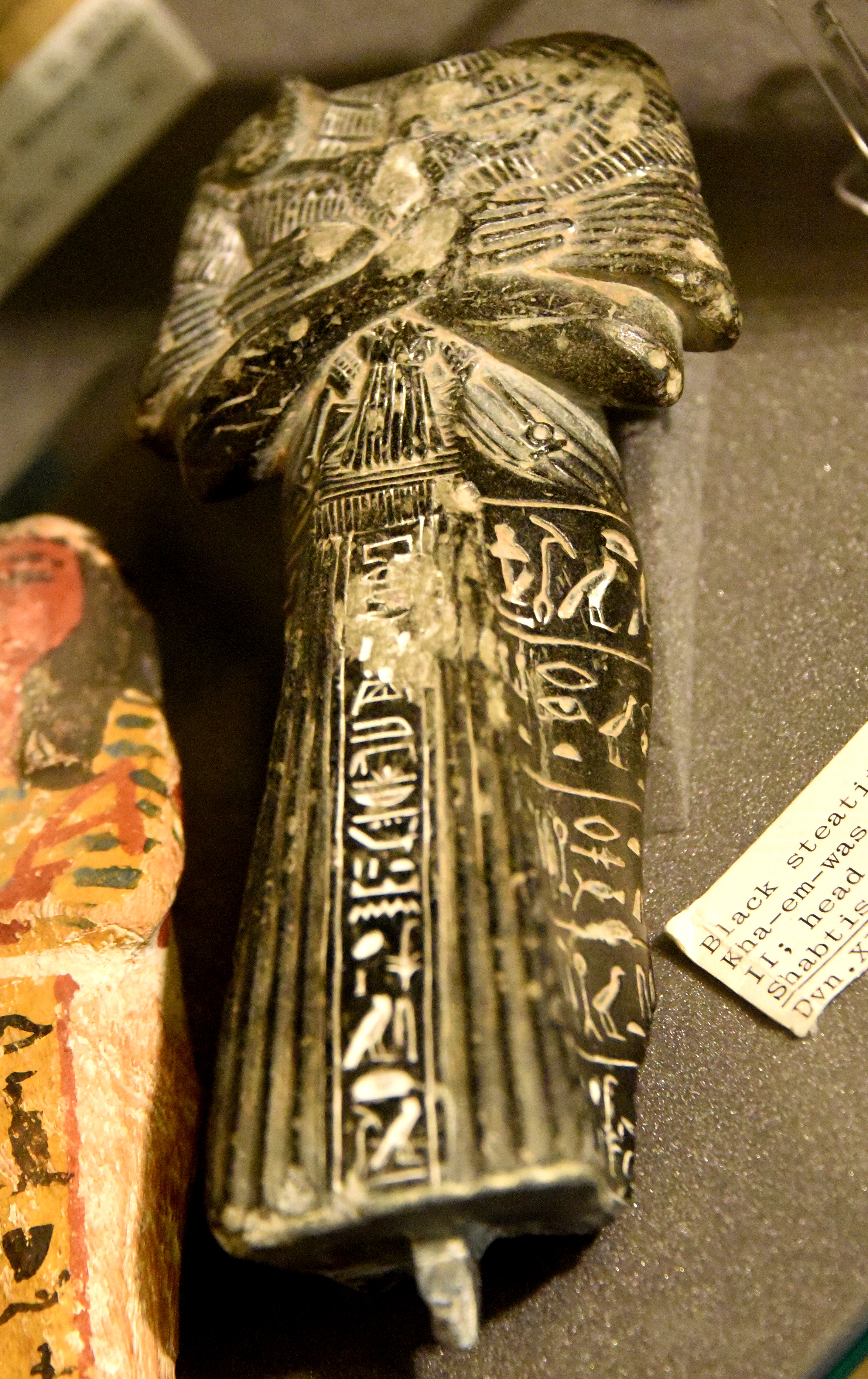
Tượng shabti của Khaemweset (đã bị mất phần đầu) (Bảo tàng Khảo cổ học Ai Cập, Anh)

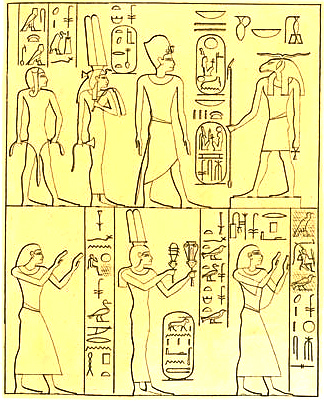
Bia đá tại Aswan: Gia đình hoàng gia đang làm lễ trước thần Khnum, hoàng tử Khaemwaset đứng góc trái bên trên trong trang phục của một tư tế

Khaemwaset có công rất lớn trong việc khôi phục lại các đền đài và lăng tẩm của các tiên vương và giới quý tộc trước đây. Sử sách ghi lại rằng ông đã cho dựng lại các kim tự tháp của Djoser, Userkaf, Unas và Shepseskaf tại Saqqara, đền thờ mặt trời của Nyuserre Ini, kim tự tháp của Sahure tại Abusir. Tại kim tự tháp của Userkaf, Khaemwaset đã đích thân đem lễ vật đến tế tiên vương và tại kim tự tháp của Sahure, ông đã dâng cho ngài một bức tượng nữ thần Bastet. Ông cũng đã cho đắp lại bức tượng của Kauab, một người con trai của pharaon Khufu.
Do công lao to lớn của mình, ông đã được phụ vương thăng chức Đại tư tế của Ptah vào năm thứ 45 và được gọi là "Bậc thầy của nghề thủ công". 5 năm sau, người anh Ramesses qua đời, ông lại tiếp tục được phong làm thái tử, nhưng chỉ 5 năm sau thì qua đời.

## An táng
Trong cuộc khai quật lần đầu tại đền Serapeum, Saqqara vào khoảng năm 1851 - 1853, nhà Ai Cập học người Pháp Auguste Mariette đã phát hiện một tảng đá khổng lồ, và đã sử dụng thuốc nổ mới có thể di chuyển nó đi. Sau khi đào bới đống đá vụn, người ta phát hiện một cỗ quan tài còn nguyên vẹn cùng với nhiều kho báu được tùy táng theo chủ nhân. Mặt nạ vàng trên xác ướp và những lá bùa đều ghi tên của hoàng tử Khaemwaset, con trai của Ramesses II và là người xây dựng Serapeum.
Tuy nhiên xác ướp đã bị mất và nhiều nhà khoa học nghi ngờ rằng, đây không phải là nơi an nghỉ của hoàng tử Khaemwaset mà là nơi chôn cất bò thần Apis. Những mảnh xương của con bò đực vô tình được ghép lại có hình dạng giống xác ướp của con người, theo nhà nghiên cứu Aidan Dodson.

## Chú thích

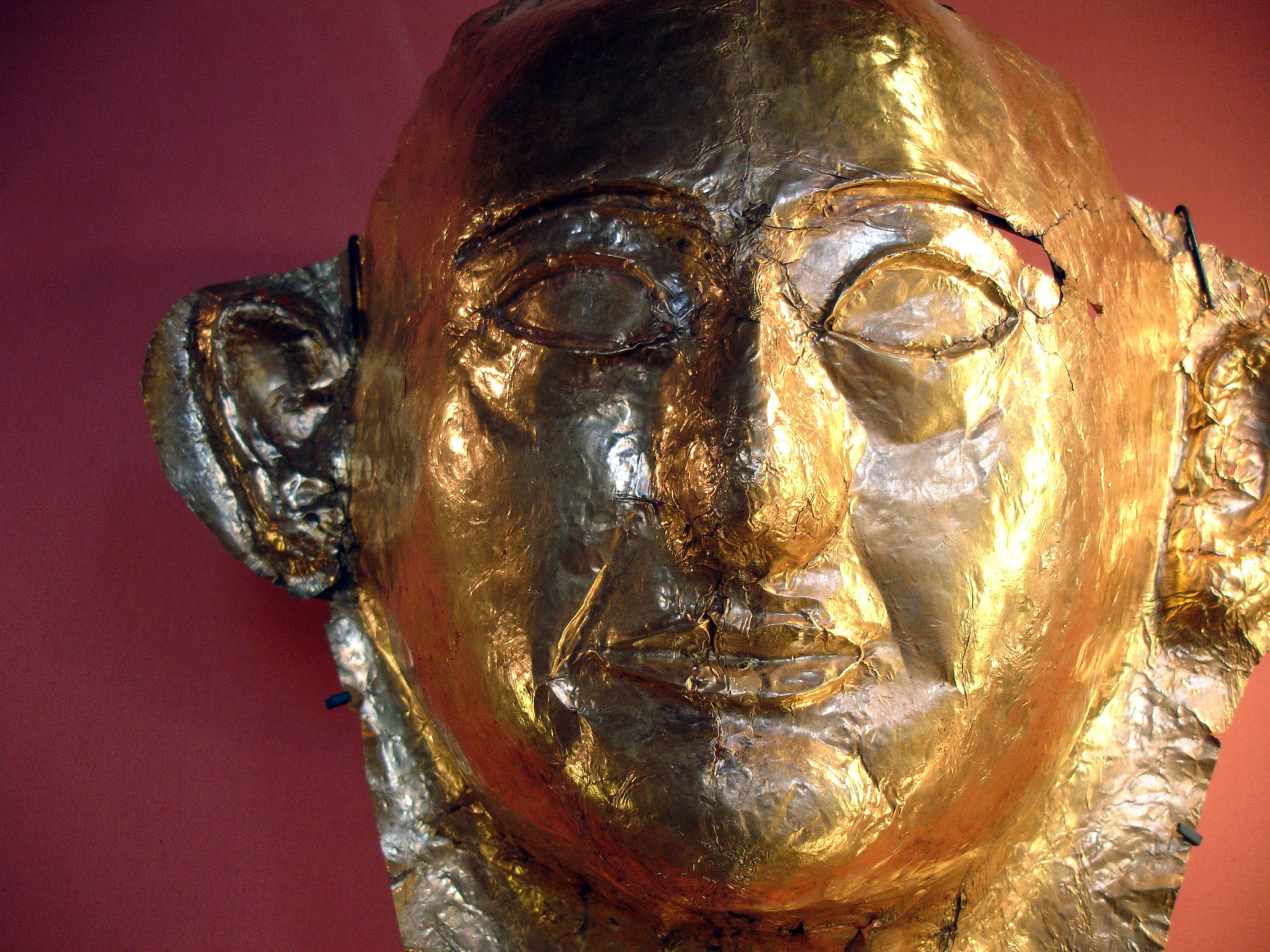
Mặt nạ vàng của Khaemwaset